# San Pedro (Manzaneda)
San Pedro es un lugar situado en la parroquia de Cesuris, del municipio español de Manzaneda, en la provincia de Orense, Galicia.

## Demografía
| Gráfica de evolución demográfica de San Pedro entre 2000 y 2022 |
|                                                                 |
| Datos según el nomenclátor publicado por el INE.                |